# Spišská Teplica
Spišská Teplica (Hongaars: Szepestapolca, Duits: Teplitz) is een Slowaakse gemeente in de regio Prešov, en maakt deel uit van het district Poprad.
Spišská Teplica telt 2.171 inwoners.